# K2-4
K2-4, EPIC 201208431 — одиночная звезда в созвездии Девы на расстоянии приблизительно 759 световых лет (около 233 парсек) от Солнца. Визуальная звёздная величина звезды — +14,85m.
Вокруг звезды обращается, как минимум, одна планета.

## Характеристики
K2-4 — оранжевый карлик спектрального класса K7, или K7V, или K8V. Масса — около 0,64 солнечной, радиус — около 0,572 солнечного, светимость — около 0,103 солнечной. Эффективная температура — около 4315 K.

## Планетная система
В 2015 году группой астрономов проекта «Кеплер» было объявлено об открытии планеты K2-4 b.